# Folke Hain (jurist)
Folke Arthur Eugène Hugo Leopold Hain, född 18 augusti 1842 i Simrishamn, död 12 juli 1898 i Limhamn, var en svensk jurist. Han var far till ingenjören Folke Hain.
Hain, som var son till rektorn, sedermera kyrkoherden i Ronneby, Thomas Erskine Hain, blev student vid Lunds universitet 1861, avlade hovrättsexamen där 1865 och blev vice häradshövding 1868. Han innehade åtskilliga domarförordnanden, särskilt i Rönnebergs härad, tills han 1872 utnämndes till länsnotarie i Malmöhus län och erhöll 1884 kronofogdetjänsten i Oxie och Skytts härad. Han innehade flera uppdrag, bland annat som sekreterare i Malmö stads byggnadsnämnd 1882–1898  och var sedan flera år förordnad till kronans ombud vid vid Skånes enskilda bank.